# Karar al-Abbody
Karar A.M. al-Abbody (* 8. August 1986) ist ein ehemaliger irakischer Leichtathlet, der sich auf den Sprint spezialisiert hat.

## Sportliche Laufbahn
Erste Erfahrungen bei internationalen Meisterschaften sammelte Karar al-Abbody im Jahr 2007, als er bei den Weltmeisterschaften in Osaka im 400-Meter-Lauf mit 48,95 s in der ersten Runde ausschied. 2009 belegte er bei den Arabischen Meisterschaften in Damaskus in 41,40 s den vierten Platz mit der irakischen 4-mal-100-Meter-Staffel und auch mit der 4-mal-400-Meter-Staffel erreichte er nach 3:10,08 min Rang vier. Anschließend schied er bei den Hallenasienspielen in Hanoi mit 49,70 s über 400 Meter im Halbfinale aus und wurde mit der 4-mal-400-Meter-Staffel in 3:23,32 min Fünfter. 2010 wurde er bei den Asienspielen in Guangzhou mit der Staffel im Vorlauf disqualifiziert und 2011 schied er bei den Asienmeisterschaften in Kōbe mit 47,79 s in der ersten Runde aus und wurde mit der Staffel disqualifiziert. Anschließend belegte er bei den arabischen Meisterschaften in al-Ain in 1:54,55 min den sechsten Platz im 800-Meter-Lauf und im Dezember scheiterte er dann bei den Panarabischen Spielen in Doha mit 1:53,20 min im Vorlauf und erreichte mit der Staffel nach 3:09,55 min Rang fünf. 2013 schied er bei den Islamic Solidarity Games in Palembang mit 1:53,56 min in der Vorrunde aus und im Jahr darauf verpasste er bei den Asienspielen in Incheon mit 3:11,44 min den Finaleinzug mit der Staffel und beendete daraufhin seine aktive sportliche Karriere im Alter von 28 Jahren.

## Persönliche Bestzeiten
- 400 Meter: 47,49 s, 7. Juli 2011 in Kōbe
  - 400 Meter (Halle): 49,05 s, 31. Oktober 2009 in Hanoi
- 800 Meter: 1:52,52 min, 28. Oktober 2011 in al-Ain